# Stade Bordelais
El Stade Bordelais ASPTT Football, conocido simplemente como Stade Bordelais, es un equipo de fútbol de Francia de la ciudad de Burdeos, que juega en el Championnat National 3, quinta categoría del fútbol francés.
Juega de local en el Stade Sainte-Germaine, que tiene una capacidad de 3000 espectadores.

## Historia
Fue fundado el 18 de julio de 1889 en la ciudad de Burdeos como un equipo multideportivo, teniendo su mejor época en la década de 1920, pero actualmente juega en la CFA.

## Palmarés
- CFA 2: 2

2017, 2022
- Campeonato de Aquitaine: 2

1950, 1997